# Monte Brasil
Le Monte Brasil est un promontoire remarquable, d'origine volcanique, sur l'île de Terceira, dans l'archipel des Açores. Il est situé sur la commune de Angra do Heroísmo.
L'accès y est contrôlé et parfois limité, certaines zones étant utilisées par l'armée pour des exercices de tir.
De la même façon qu'à Horta (sur Faial) ou Velas (sur São Jorge), la présence de ce petit volcan a permis la création d'un port naturel et la création de la ville.

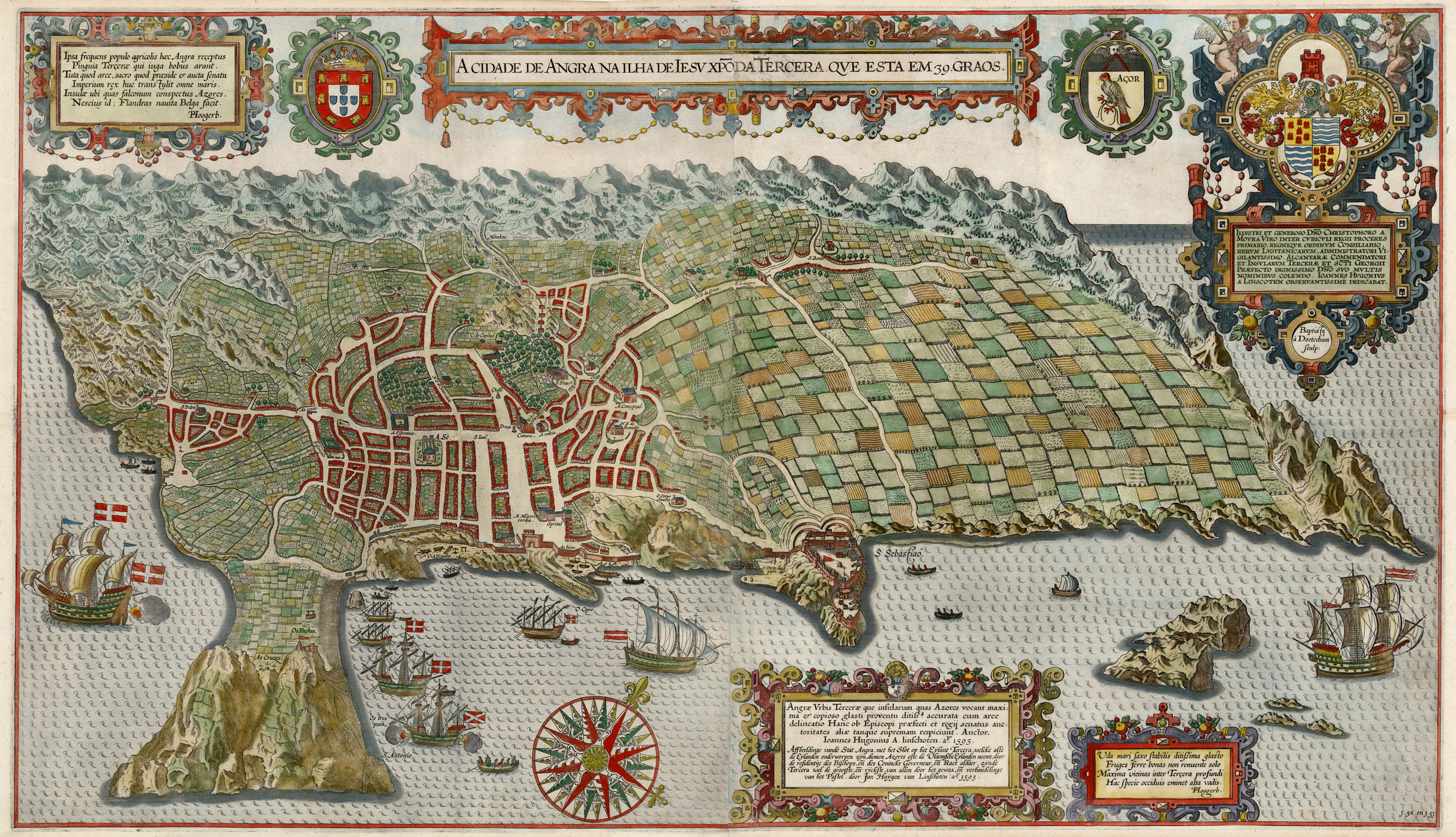
Le monte Brasil au premier plan d'une représentation de l'île de Terceira par Linschoten, XVIe siècle